# Fred Yaddaden
Fred Yaddaden est un producteur et disc jockey de hip-hop français. Il est originellement le producteur principal du groupe La Cinquième Kolonne. Son tout premier album solo, The Shadow of A Rose, est publié en septembre 2009 sur Internet. Il poursuit désormais une carrière solo et est signé sur le label français LZO Records.

## Biographie
Fred Yaddaden est originaire de Saint-Étienne. Il lance sa carrière musicale en 1998 au sein du groupe La Cinquième Kolonne sous le nom de scène Defré Baccara, aux côtés d'Arom, Fisto, Piloophaz, et du disc jockey O'legg. Il publie par la suite de nombreuses mixtapes et de productions dans les années 2000. Il travaillera aussi aux côtés d'autres artistes tels que Dreyf, Matew Star ou Eska Crew.
Fred Yaddaden publie son tout premier album solo, The Shadow of A Rose, au label LZO Records, en septembre 2009 via les sites web iTunes et Deezer,. Le format CD est annoncé le 26 janvier 2010. Le titre de l'album s'inspire des Pearls Before Swine, un groupe folk obscur des années 1960. À l'occasion de la sortie de l'album, le label LZO offre gratuitement et légalement trois chansons, Echos, Dernière chance, et 86, issues de l'album,. L'album est bien accueilli par l'ensemble de la presse spécialisée,.
En 2013, il participe au troisième album du collectif The French Touch Connection, intitulé Microsillon.
En novembre 2015, l'artiste Nils Frahm annonce un album remix, intitulé Screws Reworked auquel Keith « Helios » Kenniff, Bug Lover et Fred Yaddaden participeront,.

## Discographie
- 1999 : Mixtape Mikrophage (Cinquième Kolonne prod.)
- 2000 : Eska Crew - On a c'qu'il faut (Eska Prod.)
- 2000 : Mixtape En Solo (RSP Prod.)
- 2001 : Mixtape Justice En Banlieue au profit du MIB (Mektoub Prod.)
- 2001 : La Cinquième Kolonne - État des lieux (Cinquième Kolonne Prod.)
- 2001 : Mixtape Fuck Le Maximum Boycott (DeBrazza Records)
- 2001 : Mixtape Le Beat, Le Flow Et Les Mots (Sakage Kronik)
- 2002 : Eska Crew 12 - On rêve tous (Eska Prod.)
- 2002 : Compilation CD Darkside vol.1 (5 prod.)
- 2002 : Compilation CD Est Side Story (Ouesh prod.)
- 2003 : La Cinquième Kolonne - Derrière nos feuilles blanches (Boombap prod.)
- 2003 : Compilation CD Maximum Boycott vol.2 (DeBrazza Records)
- 2003 : Compilation CD La source furieuse (La source furieuse / Skyzominus)
- 2003 : Matew Star Matew Star (Bad Diez)
- 2003 : Fisto juste un looser (Small / Sony)
- 2003 : Compilation CD Max de 109 (Small / Sony)
- 2004 : Mixtape On peut plaire à tout le monde (KSFK prod.)
- 2004 : Mixtape Casting2Choc (Ill Level Recordz)
- 2004 : Mash / 12Mé parmi tant d'autres (Fléhome prod.)
- 2004 : Piloophaz - Nature morte (Maloka / Skyzominus prod.)
- 2005 : Dreyf - Son d'automne (Utopie MusiQ)
- 2005 : Eska Crew - Instinct de survie (Desh Musiques/Labels)
- 2005 : Mixtape À l'Instinct Volume 2 (Le Monaster)
- 2008 : Daz-Ini - Le Magicien (Damsa)
- 2008 : Wax Tailor - We Be / There Is Danger 12'  (Atmosphériques)
- 2009 : The Shadow of A Rose (LZO Records)